# I Fought the Law
"I Fought the Law" (em português:  Eu lutei contra a lei) é uma canção composta por Sonny Curtis, ex-integrante da banda de Buddy Holly. Gravada por sua banda The Crickets logo após a morte de Holly em 1959, foi primeiro colocada em seu álbum In Style WIth the Crickets, de dezembro de 1960. É a música de Sonny mais conhecida em toda a história, sendo regravada por bandas como The Bobby Fuller Four e The Clash, que a tornaram bem conhecida.

## "I Fought the Law", versões cover

### 1962: Paul Stefen and the Royal Lancers
Em agosto de 1962 e julho de 1963 esta canção foi lançada em dois singles 7" Lado A pelo cantor Paul Stefen, com os Royal Lancers, nos Estados Unidos.

### 1964: Sammy Masters
Em setembro de 1964 o cantor Sammy Masters a lança em single 7" Lado A nos Estados Unidos. A versão de Sammy ganha toda a frase do refrão da canção em seu título, "I Fought the Law (And the Law Won)". Sai no Reino Unido, no início do ano seguinte, como Lado B.

### 1965: Bobby Fuller
A primeira vez em que "I Fought the Law" apareceu para o público em sua versão gravada por Bobby Fuller foi em um single 7" Lado A de julho de 1964, se tornando sucesso no Texas e Novo México. Após assinarem com a Mustang Records, sendo produzidos por Bob Keane e com sua banda já denominada The Bobby Fuller Four, uma nova gravação da canção com o mesmo grupo de músicos surgiu em single, lançado em novembro de 1965, e também em um álbum homônimo, lançado em fevereiro de 1966; atingindo a posição #9 na parada Hot 100 da Billboard dos EUA em 12 de março.
Bobby foi encontrado morto, em 18 de julho do mesmo ano, dentro de um automóvel estacionado perto de seu apartamento, em Hollywood (Los Angeles). A polícia considerou a morte do cantor, de 23 anos, como um aparente suicídio. A maioria das pessoas que o conhecia não concordaram com esta versão, apontando que ele teria sido vítima de um assassinato. Em 2014 a gravadora independente de Nova Iorque, Norton Records, lança a versão demo de "I Fought the Law", gravada originalmente por Fuller em El Paso e agora remasterizada, em um single 7", com a versão demo de "A New Shade of Blue" no Lado B.

### 1968: The Rattles
No ano de 1968, em setembro, a banda beat alemã The Rattles a lança em single, com o nome modificado para "Fought the Lord".

### 1975: Ducks Deluxe / Sam Neely
No início do ano de 1975 a banda inglesa de pub rock, Ducks Deluxe, lança sua versão da canção "I Fought the Law" em single, e o cantor Sam Neely a lança em single nos Estados Unidos e Reino Unido.

### 1979: The Clash / Hank Williams, Jr
Em 11 de maio de 1979 a banda britânica de punk rock The Clash lançou sua versão da canção no início do EP The Cost of Living, que atingiu a posição #22 na parada UK Singles Chart em 19 de maio. A mesma música é colocada de maneira anônima ao final do EP. Em 28 de dezembro de 1978, eles tocaram uma versão ao vivo no Teatro Liceu, em Londres, mostrada no fim de Rude Boy, filme de 1980, dirigido por Jack Hazan e David Mingay.
Eles tinham ouvido a versão de Bobby Fuller em uma jukebox, quando decidiram gravá-la. Mais tarde, "I Fought the Law" foi incluída na versão estadunidense do álbum de estreia da banda, tendo sido lançada como single pela Epic em 26 de julho de 1979, com "White Man In Hammersmith Palais" no Lado B, para promover o disco no país.
A canção, apesar de não ter entrado nas listas da Billboard, ajudou o Clash a ganhar suas primeiras difusões nas rádios estadunidenses, o que fez com que a versão deles se tornasse conhecida do público. Em 29 de fevereiro de 1988, quando a banda já havia acabado, a CBS Records relançou a canção como single no Reino Unido, tendo esta atingido a posição #29 na UK Singles Chart, em 12 de março.
Em dezembro de 1989 o presidente George H. W. Bush enviou tropas dos EUA para derrubar o general do Panamá, Manuel Noriega, oferecendo uma recompensa por informações que o levassem à captura. A operação Just Cause ("Justa Causa") terminou com a captura de Noriega; quando este se rendeu às tropas norte-americanas, depois de tomar refúgio. Em um dos episódios mais bizarros da invasão, as forças americanas tocaram música rock alta, incluindo a versão de "I Fought the Law" pelo The Clash, para colocar pressão sobre ele.
Em 1997 a música "Six Gun", da banda Plastic Eaters, é lançada nos EUA em single. Foi escrita sobre o sample de parte do vocal de Joe Strummer em "I Fought the Law". Em 2008 a versão do Clash integrou a trilha-sonora da primeira temporada do seriado Ashes to Ashes da BBC One.
No mesmo ano de 1979 em que o The Clash lança a canção pela primeira vez, o cantor de música country Hank Williams, Jr. a coloca em seu álbum Family Tradition.

### 1987: Dead Kennedys
Em 1987 a banda de punk rock estadunidense Dead Kennedys gravou uma versão diferente da canção em resposta aos assassinatos do prefeito de San Francisco, George Moscone, e do conselheiro municipal Harvey Milk, pelo policial Dan White, ocorridos em 1978; e a subsequente condenação de White a uma sentença menor de homicídio privilegiado ao invés de homicídio doloso, graças ao uso de argumentos jurídicos improváveis por seu time de defesa. Nesta versão da canção, cantada sob a perspectiva de White, o verso "I fought the law and the law won" ("eu lutei contra a lei e a lei venceu") foi substituído por "I fought the law and I won" ("eu lutei contra a lei e eu venci"). A versão cantada por Jello Biafra ainda contém a frase "eu espalhei os cérebros de George e Harvey fora com meu revólver". Foi lançada na coletânea Give Me Convenience Or Give Me Death.

### 1993: Stray Cats
No ano de 1993, a banda de rockabilly formada na época da new wave, Stray Cats, a lança em seu CD Original Cool.

### 1995: Viper
Em 1995, a banda brasileira de heavy metal, Viper, lançou o clip e o cover, que consta no álbum Coma Rage.

### 1999 / século XXI: outras versões
Em 1999 a banda instrumental estadunidense The Ventures a coloca em seu álbum New Depths.
Em 01 de fevereiro de 2004 a canção foi lançada como single pela banda estadunidense Green Day. Esta versão foi utilizada num comercial de televisão da Pepsi para promover o iTunes Store da Apple Inc. quando este foi inaugurado. De acordo com a Rolling Stone, esta canção vendeu 27.000 de downloads em suas primeiras três semanas. Há também as versões do Social Distortion, outra banda de punk rock, com Mike Ness a incluindo em seu álbum Under the Influences, de 1999, e do Status Quo, lançada em seu álbum Riffs, em 2003.

## "I Fought the Law", discografia

### Década de 1960
- The Crickets - LP: In Style With the Crickets (1960) - Coral Records, EUA (CRL 757320, stereo/CRL 57320, mono)[1]
- The Crickets - single 7", A: "A Sweet Love" / B: "I Fought the Law" (1961) - Coral Records, Irlanda (EQ 72440)[16]
- The Crickets - single 7", A: "I Fought the Law" / B: "A Sweet Love" (1961) - Coral Records, UK (Q 72440)[16]
- Paul Stefen and the Royal Lancers - single 7", A: "I Fought the Law" / B: "Say Mama" (1962) - Citation, EUA (45-15003)[5]
- Paul Stefen and the Royal Lancers - single 7", A: "I Fought the Law" / B: "Say Mama" (1963) - Citation, EUA (J 5003)[5]
- Sammy Masters - single 7", A: "I Fought the Law (And the Law Won)" / B: "A Big Man Cried" (1964) - Kapp Records, EUA (K-613)[6]
- Sammy Masters - single 7", A: "A Big Man Cried" / B: "I Fought the Law (And the Law Won)" (1965) - London Records, UK (HLR 9949)[8]
- Bobby Fuller - single 7", A: "I Fought the Law" / B: "She's My Girl" (1964) - Exeter, EUA (EXT 124)[9]
- The Bobby Fuller Four - single 7", A: "I Fought the Law" / B: "Little Annie Lou" (1965) - Mustang Records, EUA (3014)[11]
- The Bobby Fuller Four - LP: I Fought the Law (1966) - Mustang Records, EUA (MS-901, stereo/M-901, mono)[10]
- The Rattles - single 7", A: "Fought the Lord" / B: "Lady Angeline" (1968) - Fontana Records, Alemanha (269 384 TF)[16]

### Década de 1970
- Ducks Deluxe - single 7", A: "I Fought the Law" / B: "Cherry Pie" (1975) - RCA Victor, UK (RCA 2531)[17]
- Sam Neely - single 7", A: "I Fought the Law" / B: "Guitar Man" (1975) - A&M, EUA (1651-S)[18]
- Sam Neely - single 7", A: "I Fought the Law" / B: "Guitar Man" (1975) - A&M, UK (AMS 7156)[19]
- The Clash - EP: The Cost of Living (1979) - CBS, UK (S CBS 7324 ou 12-7324)[20]
- The Clash - LP: The Clash (1979) - Epic, EUA (JE 36060)[22]
- The Clash - single 7", A: "I Fought the Law" / B: "White Man In Hammersmith Palais" (1979) - Epic, EUA (9-50738)[23]
- Hank Williams, Jr. - LP: Family Tradition (1979) - Elektra, EUA (R-142232)[29]

### Década de 1980
- Dead Kennedys - LP e CD: Give Me Convenience Or Give Me Death (1987) - Alternative Tentacles, EUA (VIRUS 57 e VIRUS 57 CD)[33]
- The Clash - single 7", A: "I Fought the Law" / B: "City of the Dead", "1977" (1988) - CBS, UK (CLASH 1)[24]

### Década de 1990 / século XXI
- Stray Cats - CD: Original Cool (1993) - Essential Records, UK e Irlanda (ESS CD 208)[34]
- Viper - CD: Coma Rage (1995) - Roadrunner Records, Brasil e EUA (RR 8964-1)
- Mike Ness - LP e CD: Under the Influences (1999) - Time Bomb Recordings, EUA (70930-43536-1 e 70930-43536-2)[38]
- The Ventures - CD: New Depths (1999) - GNP Crescendo, EUA (GNPD 2259)[35]
- Status Quo - CD: Riffs (2003) - Universal, UK (9813908)[39]
- Green Day - single digital: "I Fought the Law" (2004) - Reprise, EUA[36]